# الاوای (سی‌دی‌پی)، نیوجرسی
الاوای (سی‌دی‌پی)، نیو جرسی (به انگلیسی: Alloway (CDP), New Jersey) یک منطقهٔ مسکونی در ایالات متحده آمریکا است که در نیوجرسی واقع شده‌است.

## خصوصیات
الاوای ۱۸٫۴۴۵ کیلومترمربع مساحت و ۱٬۴۰۲ نفر جمعیت دارد و ۷ متر بالاتر از سطح دریا واقع شده‌است.